# Peter Frankenfeld
Peter Frankenfeld, rodným jménem Julius Willi August Frankenfeldt (31. května 1913 Berlín – 4. ledna 1979 Hamburk) byl německý komik, rozhlasový a televizní bavič.
Kariéru kabaretiéra začal v meziválečném Německu. Ve druhé světové válce byl na východní frontě zraněn a skončil v lazaretu v Mariánských Lázních, kde se pak stal tlumočníkem americké vojenské správy. V roce 1948 začal kariéru rozhlasového baviče. Byl průkopníkem kvízů v západoněmeckém rozhlase a televizi a postupně se vypracoval na nejznámějšího západoněmeckého moderátora a baviče.
Byl ženatý se zpěvačkou Lonny Kellnerovou, s níž často společně vystupoval.